# Martha High
Martha High, geboren als Martha Harvin (Victoria (Virginia), 1945), is een Amerikaanse zangeres (soul, funk, r&b).

## Biografie
Harvin groeide op in Washington D.C., ging naar de Roosevelt High School en zong in de Trinity AME Zion Church. Ze begon te zingen bij The Four Jewels (waarvan de leden dezelfde kerk en school bezochten) na het vertrek van Carrie Mingo. Nadat Martha zich bij de groep had gevoegd, veranderden ze hun naam simpelweg in The Jewels en brachten ze hun bekendste hit Opportunity uit. Nadat de daaropvolgende single But I Do / Smokey Joe, flopte, werden ze bij Dimension Records ontslagen.
The Jewels gingen in 1964 op tournee met James Brown, met een veeleisend nachtprogramma. Ze bezochten de studio's van Motown tijdens de Detroit-etappe van de tournee, in de hoop op te nemen, maar het gebouw was die dag gesloten. Ze namen wel twee singles op terwijl ze toerden met Brown, maar na anderhalf jaar met Brown ging de groep uit elkaar. Harvin nam de artiestennaam Martha High aan en bleef de komende 30 jaar zingen met Brown. Haar optredens met Brown zijn onder meer het nummer Summertime en op het album Original Funky Divas.
High nam in 1979 ook een titelloos discoalbum op, uitgebracht bij Salsoul Records. In januari 2000 stopte ze met optreden met Brown en ging ze op tournee met Maceo Parker.
In 2004 werkte High samen met de Soulpower-organisatie, die ook achter de comebacks staat van soul-artiesten als Marva Whitney, Lyn Collins, Bobby Byrd, Gwen McCrae en RAMP. Tijdens haar samenwerking met Soulpower trad High op in heel Europa en zelfs in Afrika, ondersteund door de Soulpower Allstars. In februari 2005 begon High aan de "James Brown's Funky Divas Tour" in Europa, waar ze het podium deelde met haar vriendin Lyn Collins.
In 2016 bracht High haar soloalbum uit bij Blind Faith Records met 11 originele songs geproduceerd en opgenomen door de Italiaanse soulman Luca Sapio en zijn crew.
In 2017 nam High de single We are one op met DJ Toner, uitgebracht bij Enlace Funk (Spanje). Fred Thomas (muzikant van The J.B.) werkte ook mee met het spelen van de bas.
Sinds 2016 tourt ze over de hele wereld met haar eigen band the Soul Cookers. Begin 2023 emigreert ze naar Nederland en werkt ze aan een nieuw album, een tribute aan Etta Jones.  

## Discografie

### Singles
- 1972: Georgy Girl/Try Me
- 1977: Take Me Higher And Groove Me (James Brown) / Summertime (Martha & James Brown)
- 1978: Spank Georgia Disco Parts 1&2 (als Martha and the Lazers)
- 1979: He's My Ding Dong Man/Wallflower
- 1979: Showdown/He's My Ding Dong Man
- 1979: He's My Ding Dong Man/Wallflower
- 1979: Showdown/He's My Ding Dong Man
- 2007: The Big Payback
- 2012: The Shakedown (Say Yeah)/Dragging Me Down (als Speedometer ft. Martha High)
- 2012: I'd Rather Go Blind/No More Heartaches (als Martha High & Speedometer)
- 2017: We are one (als Martha High & DJ Toner)

### Albums
- 1979: Martha High (Salsoul)
- 2003: Live at Quai Du Blues (Austerlitz Music)
- 2008: W.O.M.A.N. door Martha High met Shaolin Temple Defenders (Soulbeats Records)
- 2009: It's High Time (Diaspora Connections)
- 2012: Soul Overdue door Martha High & Speedometer (Freestyle Records)
- 2016: Singing For The Good Times door Martha High (Blind Faith Records)
- 2017: Tribute To My Soul Sisters door Martha High (Record Kicks)
- 2019: Martha High & The Soul Cookers - Live (self-released)
- 2020: Nothing's Going Wrong door Martha High & The Italian Royal Family (Blind Faith Records)
- 2021: Got My Senses Back door Martha High & Grey and the Hit Me Band (Only One Records)
- 2022: The Magic of Christmas door Martha High & Grey and the Hit Me Band (Only One Records)
- 2022: Soul Brother Where Art Thou? Vol.2 A Tribute to James Brown (Ropeadope)

### Andere optredens
- 1967: Presenting… The James Brown Show (lp door verschillende artiesten, 1967) Smash (mono) & (stereo)

This Is My Story en Something's Got A Hold On Me door The Jewels
- 1998: James Brown's Original Funky Divas (cd-compilatie) PolyGram

This Is My Story door The Jewels
Summertime door Martha High & James Brown
- 1991: Love Over-Due (album door James Brown) Scotti Bros.

Later For Dancing (duet met James Brown)
- 2014: Martha High (cd) bij Octave-lav/Ultra-Vybe inc.)
- Heruitgave van Salsoul met 4 bonustracks